# アッバース2世
アッバース2世（Abbas II, ペルシア語: شاه عباس دوم, 
1632年12月31日 - 1666年10月25日/26日）は、サファヴィー朝の第7代シャー（在位：1642年 - 1666年）。サフィー1世とアンナ・ハーヌムの子。

## 生涯
1642年に父が亡くなり即位した時は幼少のため大宰相サルー・タキと祖母ディルラム・ハーヌムが政治を取り仕切ったが、1645年にタキが反対派に暗殺されると親政を開始、1648年に祖母を殺害して後見を排斥した。しかしこの時期イランは宮廷の浪費と貿易の不調で財政難に陥り、イギリス東インド会社とオランダ東インド会社との貿易では輸出品の絹の売れ行きが低下、逆に両国が輸出して金銀を獲得していき、イランは金銀不足で経済が悪化した。大宰相ムハンマド・ベグはこの事態を打開しようとして直轄領の増加と軍事費削減を行ったが効果は無く、財政難は抑えられなかった。
一方、アッバース2世は代々受け継がれた宗教の寛容を続け、キリスト教イエズス会の布教を許可したが、イスラム教シーア派からの反発は強く、イスラム教からの要求でキリスト教への自由を制限したり、ユダヤ教の迫害とイスラム教への強制改宗を実行したが、シーア派にも弾圧を加えたため一部のムスリムからの支持を失った。それでもシーア派との協力体制は保たれた。
軍事面では1648年にムガル帝国からカンダハールを奪還、1653年にロシアの後ろ盾を得たコサックのコーカサス山脈侵攻を阻止した他は出兵しなかった。1665年にウズベクがホラーサーンを略奪すると出陣したが、翌1666年の10月25日（または26日）に深酒が原因で33歳で死亡、子のサフィー2世スライマーンが後を継いだ。
アッバース2世は庶民の動向に気を配り、裁判に介入して役人から農民を保護したり、カンダハール奪還でサファヴィー朝の衰退に歯止めをかけたが、深酒が祟り急死、サフィー2世スライマーンが幼少で後宮に入り浸ったため後宮が政治に介入する腐敗政治となり、サファヴィー朝は次の代で没落していった。だがアッバース2世の治世では芸術・建築がヨーロッパ文化の流入で花開き、イスファハーンに建てられたチェヘル・ソトゥーン宮とハージュ橋はサファヴィー建築の1つとして現存している。